# ماغنوس بيرفوت
كان ماغنوس أولافسون (1073 – 24 أغسطس 1103)، يُعرف أكثر باسم ماغنوس بيرفوت، ملكًا على النرويج (بلقب ماغنوس الثالث) من عام 1093 حتى وفاته في عام 1103. اتسم حكمه بالحملات العسكرية العنيفة والغزوات، وتحديدًا في أجزاء الجزر البريطانية التي يهيمن عليها الإسكندنافيون، حيث بسط حكمه في مملكة الجزر ودبلن.
بصفته الابن الوحيد للملك أولاف كير، أُعلن ماغنوس ملكًا في جنوب شرق النرويج بعد وقت قصير من وفاة والده عام 1093. نافس حكمه في الشمال ابن عمه هاكون ماغنوسون (نجل الملك ماغنوس هارالدسون)، وحكم الاثنان معًا بشكل مضطرب حتى وفاة هاكون عام 1095. رفض أفرادٌ ساخطون من النبلاء الاعتراف بماغنوس بعد وفاة ابن عمه، لكن التمرد لم يدم طويلًا. شن ماغنوس، بعد تأمين وضعه محليًا، حملةً حول البحر الأيرلندي بين عامي 1098 و1099. هجم على أوركني وجزر هيبريدس ومان (الجزر الشمالية والجنوبية)، وضمن السيطرة النرويجية من خلال إبرام معاهدة مع الملك الإسكتلندي. استقر في مان خلال فترة وجوده في الغرب، إذ كان لدى ماغنوس عدد من الحصون والمساكن المبنية على الجزيرة ولربما مكّن سيادته على غالاوي أيضًا. أبحر إلى ويلز في وقت لاحق من حملته، وكسب السيطرة على أنغلزي (وربما على مملكة غوينيد) بعد صد القوات النورماندية الغازية من الجزيرة.
بعد عودته إلى النرويج، قاد ماغنوس حملات عسكرية في دالسلاند وفستريوتلاند في السويد، مدعيًا وجود حدود قديمة مع البلاد. بعد غزوتين فاشلتين وعدد من المناوشات، بدأ الملك الدنماركي إريك إيفرغود (الخيّر) محادثات سلام بين ملوك الدول الاسكندنافية الثلاث، خوفًا من خروج الصراع عن السيطرة. توصل ماغنوس إلى السلام مع السويديين عام 1101 من خلال الموافقة على الزواج من مارغريت، ابنة الملك السويدي إنغه ستينشل. حصل ماغنوس في المقابل على دالسلاند كجزء من مهرها. انطلق في حملته الغربية الأخيرة عام 1102، وربما سعى لغزو أيرلندا. دخل ماغنوس في تحالف مع الملك مويرخيرتاخ أوبريين، ملك مانستر الأيرلندية، الذي اعترف بسيطرة ماغنوس على دبلن. قُتل ماغنوس في ظل ظروف غامضة من خلال كمين نصبه الأوليديون في العام التالي، أثناء حصوله على الإمدادات الغذائية لعودته إلى النرويج؛ أنهت وفاته التقدم الإقليمي الذي ميز عهده.
في العصر الحديث، يُعتبر إرث ماغنوس في أيرلندا واسكتلندا بارزًا أكثر مما هو عليه في بلده الأصلي النرويج. استحدثت النرويج قاعدة حكم أكثر مركزية واقتربت في تنظيمها للكنيسة من النموذج الأوروبي، وذلك من بين تطورات محلية قليلة عُرفت خلال فترة حكمه. يُصوَّر ماغنوس على أنه محارب من الفايكنغ وليس ملكًا من القرون الوسطى، وكان آخر ملك نرويجي يسقط في معركة في الخارج، وقد يُعتبر في بعض النواحي آخر ملوك الفايكنغ.

## الحكم

### تأسيس السلطة
شهدت النرويج فترة سلام طويلة في عهد أولاف، والد ماغنوس. كان ماغنوس حاضرًا على الأرجح عندما توفي أولاف في رانريكه بمقاطعة بوهوسلان (جنوب شرق النرويج) في سبتمبر 1093، ولربما أُعلن ملكًا في البورغارتينغ، ثينغ (مجلس) منطقة فيكن المجاورة في وقت لاحق من ذلك الشهر. كان لدى ماغنوس في الأساس شبكة دعم ضمن أوساط الطبقة الأرستقراطية النرويجية عندما أصبح ملكًا. على الرغم من أن المعلومات المرجعية مبهمة حول السنة الأولى من حكمه، فقد كان من الواضح أن تركيز ماغنوس موجه نحو الغرب (إلى الجزر البريطانية). نظرًا لأن الظروف كانت فوضوية في الأجزاء التي يسيطر عليها الإسكندنافيون من الجزر البريطانية منذ وفاة تورفين العظيم، فقد أتاح هذا لماغنوس فرصة التدخل في صراعات السلطة المحلية. وفقًا لبعض الروايات، شن أول حملة نحو الغرب في 1093 – 1094 (أو 1091 – 1092)، وساعد الملك الإسكتلندي دونالد بان في غزو إدنبرة والاستيلاء على العرش الإسكتلندي، ربما للحصول على الجزر الجنوبية في المقابل. من غير الواضح ما إذا كانت هذه الحملة المبكرة قد حدثت، إذ لم تُذكر بشكل مباشر في المصادر الموثوقة أو الملاحم الإسكندنافية الأولى.
قوبل ماغنوس بمعارضة ابن عمه هاكون ماغنوسون، ابن شقيق الملك أولاف وشريكه في الحكم لفترة قصيرة الملك ماغنوس هارالدسون، الذي ادعى حقه بنصف المملكة. أُعلن هاكون ملكًا في أوبلاند وفي الإيراتينغ، ثينغ (مجلس) ترندلاغ (في وسط النرويج). وفقًا لفورسند، سيطر هاكون على كامل جزء المملكة الذي حكمه والده ذات يوم (بما في ذلك الفروستاتينغ – مجلس هالوغالاند في شمال النرويج – والغولاتينغ – مجلس غرب النرويج). حصل هاكون على الدعم من خلال إعفاء المزارعين من الضرائب والرسوم (بما في ذلك الضرائب التي يعود تاريخها إلى الحكم الدنماركي لسوين كنوتسون خلال أوائل ثلاثينيات القرن الحادي عشر، في حين اتبع ماغنوس سياسات باهظة التكلفة وطالب بخدمة عسكرية طويلة. بعد أن استقر ماغنوس في القصر الملكي الجديد في نيداروس في شتاء 1095-1094، ذهب هاكون أيضًا إلى المدينة وأقام في القصر الملكي القديم. ازدادت علاقتهما توترًا، وبلغت ذروته عندما رأى هاكون سفن ماغنوس الطويلة مجهزة بالكامل في البحر. استدعى هاكون الإيراتينغ ردًا على ذلك، مما دفع ماغنوس للإبحار جنوبًا. حاول اعتراض ماغنوس بالذهاب جنوبًا إلى فيكن عن طريق البر (فوق جبال دوفريفيل)، لكنه توفي فجأة أثناء الصيد في فبراير 1095.
كان السند وراء نظام هاكون الملكي والده بالتبني، تور توردسون («ستيغار- تور»)، الذي رفض الاعتراف بماغنوس ملكًا بعد وفاة هاكون. عمل مع إيغيل أسلاكسون ونبلاء آخرين على تنصيب المغمور سوين هارالدسون مطالبًا بالعرش. على الرغم من أن القصص الملحمية اللاحقة أكدت أن سوين كان دنماركيًا، لكن بعض المؤرخين المعاصرين توقعوا أنه كان ابنًا لهارالد هاردرادا. تركز التمرد في الأوبلاند، لكنه جذب أيضًا دعم النبلاء في أماكن أخرى من البلاد. بعد عدة أسابيع من القتال، أسر ماغنوس تور وأنصاره وشنقهم في جزيرة فامبارهولم (خارج هامنوي في جزر لوفوتن، شمال النرويج). ورد أن ماغنوس كان غاضبًا لأنه لم يستطع العفو عن إيغيل، فهو رجل نبيل ذو إمكانيات تأتي بالنفع وشاب وواسع الحيلة. بصفته ملك، لن يسمح له شرفه بالعفو إلا إذا ناشد النبلاء الآخرون بحياة إيغيل؛ وهو ما لم يحدث.
كان الخلاف المحلي الأخير بين ماغنوس والنبيل سفينكي شتاينارسون، الذي رفض الاعتراف به ملكًا. على الرغم من نجاح سفينكي في الحد من القرصنة في فيكن، فقد أُجبر على النفي لمدة ثلاث سنوات بعد التفاوض مع رجال ماغنوس. بعد أن ازدادت عمليات القرصنة خلال وقت قصير من رحيل سفينكي (ربما بتشجيع من سفينكي نفسه)، التقى به ماغنوس في مقاطعة هالاند الدنماركية ليطلب عودته إلى النرويج. أصلحا الأمور فيما بينهما؛ أصبح مؤيدًا مخلصًا لماغنوس، ملك النرويج دون منازع.

## تطورات أخرى
نظرًا لأن المصادر الإسكندنافية (بما في ذلك المقاطع الاسكالدية التي كانت المصادر الرئيسية للملاحم) تصف الأمور المتعلقة بالحرب خصوصًا، فقليلٌ ما يُعرف عن الأحداث الأخرى التي حصلت خلال عهد الملوك النرويجيين الأوائل. فمثلًا، كتب سنوري خمسة عشر صفحة عن ماغنوس وصفحتان فقط عن والد ماغنوس المسالم أولاف كير (على الرغم من أن عهد أولاف طال تقريبًا ثلاث مرات أكثر من عهد ماغنوس). نوّه المؤرخون الحديثون أن هذا جعل صورة ملوكٍ مثل ماغنوس بيرفوت متحيزة على الأرجح (في حال ماغنوس، تميل نحو أفعاله كمحارب).
تميز حكم ماغنوس عمومًا بتشبّه النرويج بالممالك الأوروبية الأخرى. تأسس الحكم الملكي، وعزز سلطته من خلال شبكة من النبلاء الأقوياء (بعضهم من الأقارب)؛ استُحدثت المؤسسة الكنسية أيضًا. كان أساقفة البلدان الإسكندنافية ينتمون إلى أبرشية هامبورغ بريمن لحين مرور عام على وفاة ماغنوس (عندما تشكلت أبرشية لوند)؛ كان الكهنة والأساقفة بمعظمهم من إنجلترا وألمانيا. لكن ماغنوس حكم، على أرض الواقع، الكنيسة في النرويج.
عُرف من خلال علم العملات أن إصلاح سك العملة بدأ في عهد ماغنوس. أعاد الإصلاح محتوى الفضة في العملات المعدنية إلى نحو 90 بالمئة، فقد خفض إصلاح هارالد هاردرادا 1055 نسبة الفضة فيها إلى نحو 30 بالمئة (كان الباقي من النحاس). خُفض حجم العملة في إصلاح ماغنوس إلى 0.45 غرام، أي نصف الوزن السابق. لكن قيمة الفضة في العملة بقيت على حالها تقريبًا، فلم تكن هناك حاجة إلى النحاس فيها.